# صبريه جوهر
صبريه سلامة مرجان جوهر (مواليد 4 أغسطس / آب، عام غير معروف) صحافيه وكاتبة عمود في صحيفة «عرب نيوز» في جده. لديها خبرة في اللغات العربية / الإنجليزية. وهي تكتب أيضا لمنافذ الأخبار باللغة الإنجليزية، بما في ذلك هافينغتون بوست، وتعمل كأستاذ مساعد في مجال اللغويات التطبيقية. في عام 2010، لقبتها مجلة «أربيان بيزنس» التي تتخذ من دبي مقرا لها، واحدة من «أكثر العرب تأثيرا في العالم» من خلال تصنيفها رقم 94 في قائمتها «باور 100». كما أدرجتها المجلة في عام 2011 باعتبارها واحدة من «أقوى 100 امرأة عربية».

## حياتها الشخصية
ولدت جوهر في المدينة المنورة، المملكة العربية السعودية، نسبة إلى سلامة جوهر وعلية محمد العطية. وهي السابعة من بين 11 طفلا مع ستة أشقاء وأربعة أخوات. وقد تقاعد والدها بعد 40 عاما في وزارة الداخلية في قطاع السجون وأنشأ أعمالا لصناعة الأثاث. شقيقها أسعد جوهر محلل اقتصادي في البترول ومحاضر في جامعة الملك عبد العزيز. 

## التعليم والمهنة في وقت مبكر
بعد تخرجها من المدرسة الثانوية، التحقت بجامعة الملك عبد العزيز في المدينة المنورة حيث حصلت على شهادة البكالوريوس في اللغة الإنجليزية والأدب. حصلت على درجة الماجستير في اللغويات التطبيقية في جامعة أم القرى في مكة المكرمة. 
عملت جوهر لفترة وجيزة كمعلمة لغة إنجليزية في مدرسة الواحة الثانوية في المدينة المنورة، قبل أن تتولى مهام مدرسة اللغة الإنجليزية ومشرفة قسم اللغة في مدرسة الأبرار الثانوية الخاصة. في عام 2003، درست دورات محادثة باللغة الإنجليزية في معهد السباعي للتدريب الطبي في المدينة المنورة. في عام 2006، عملت محاضرة في جامعة الملك سعود بن عبدالعزيز للعلوم الصحية، كلية التمريض، بجدة. في عام 2009، أصبحت زميلة في الأكاديمية البريطانية للتعليم العالي. كما عملت محاضرة في وزارة التربية والتعليم (وزارة التعليم حاليا) السعودية. 

## مهنة الصحافة
في الفترة 2003-2004، تحولت جوهر إلى الصحافة، مع دورات مكثفة من بيروت، لبنان ومقرها معهد النها ومعهد المهنيين في جدة، المملكة العربية السعودية. 
وانضمت إلى جريدة سعودي جازيت، وهي نشرة تداول عامة باللغة الإنجليزية مملوكة من قبل مؤسسة عكاظ العربية، بعد برنامج مكثف للتدريب الصحفي. تم تعيينها في البداية كمشرفة لقسم السيدات، وتم ترقيتها كأول سيدة في جدة رئيس مكتب جدة. 
وفي الجريدة السعودية غطت من جدة الهجمات الإرهابية في ينبع والرياض والخبر وجدة والرأس بين عامي 2003 و 2006. كما ركزت جوهر على حقوق المرأة والصحة والسياسة والقضايا الاقتصادية، بما في ذلك توجيه التغطية السنوية لمنتدى جدة الاقتصادي. 
وبحلول عام 2004، كانت تكتب عمودا أسبوعيا يركز أساسا على القضايا الداخلية السعودية وعلاقة المملكة العربية السعودية بالمجتمع الدولي. وقد توسع عمودها منذ ذلك الحين إلى وسائل الإعلام مثل هافينغتون بوست و Arabisto.com، وقد تطورت إلى معالجة للجماهير الغربية بدلا من القراء السعوديين. يتم أرشفة أعمدة ها على مدونتها، صبريه أوت أوف ذي بوكس. 
في عام 2011، اوقفت جوهر حياتها المهنية كصحفية من أجل إكمال دراساتها العليا في جامعة نيوكاسل في نيوكاسل، المملكة المتحدة. حصلت على الدكتوراه في أبريل 2012 في اللغويات التطبيقية التعليمية واستأنفت التدريس في جامعة الملك سعود بن عبد العزيز للعلوم الصحية. وفي عام 2012، أصبحت كاتبة عمود في مجلة «أخبار العرب»، ركزت في المقام الأول على حقوق المرأة وقضايا الحكومة. 

## السياسة
تعتبر جوهر نفسها معتدلة سياسيا، على الرغم من أن بعض الصحفيين السعوديين يقولون إن آرائها حول المجتمع السعودي يجب أن تصنف على أنها ليبرالية نظرا للطبيعة المحافظة لمعظم السعوديين. كما أنها تنتقد المتطرفين الإسلاميين والغربيين وتدين جميع أشكال الإرهاب. وهي ترفض تسمية الوهابية الإسلامية المطبقة على السعوديين كاخترع غربي. جوهر مؤمنة جدا بالحجاب كالتزام ديني، لكنها تدافع عن حق المرأة في اختيار ما إذا كانت تريد ارتداءه. وبالمثل، فإنها تعارض شخصيا ارتداء البرقع، أو العباءة، في البلدان غير الإسلامية، لكنها تؤكد أنه اختيار المرأة. فقط في المملكة العربية السعودية أنها تختار ارتداء النقاب لتكريم خلفيتها الثقافية. 
وتشمل كتاباتها عن حقوق المرأة حقها في قيادة سيارة في المملكة العربية السعودية. كما تطالب السلطات السعودية بتخفيف القيود المفروضة على وصاية الذكور على المرأة، ولكن موقفها من حقوق المرأة يتم وضعه في سياق الإسلام. وهي تعارض بشدة تنقيحات القرآن. لكنها تعتقد أن بعض جوانب الإسلام مرنة وتخضع للتعديل استنادا إلى التغيرات في المجتمع. وكتبت أيضا أن قوانين اللباس والقيادة وبعض جوانب ولاية الذكور تركت مفتوحة للتفسير أو لم يتناولها القرآن، وينبغي أن يعاد النظر فيها من قبل علماء الإسلام. 